# Ellen Thesleff
Ellen Thesleff (Hèlsinki, 5 d'octubre de 1869 - 12 de gener de 1954) va ser una pintora expressionista, considerada com una de les principals pintores modernistes finlandeses.
Thesleff era la gran de cinc germans, i el seu pare era un pintor aficionat. Va assistir a classes particulars i després, al 1887, va estudiar durant dos anys a l'Escola de Dibuix de la Societat d'Art de Finlandia (ara coneguda com l'Acadèmia Finlandesa de Belles Arts) amb Gunnar Berndtson, de manera que es formà amb els simbolistes. El 1891 Thesleff es va traslladar a París i es va matricular a l'Académie Colarossi.

Thesleff va passar tota la seva vida a Finlàndia, França i Itàlia, que visità per primera vegada el 1894. A Finlàndia, tenia una finca familiar a Murole, Ruovesi, on va viure i pintar gran part de la vida. Ella mai es va casar.

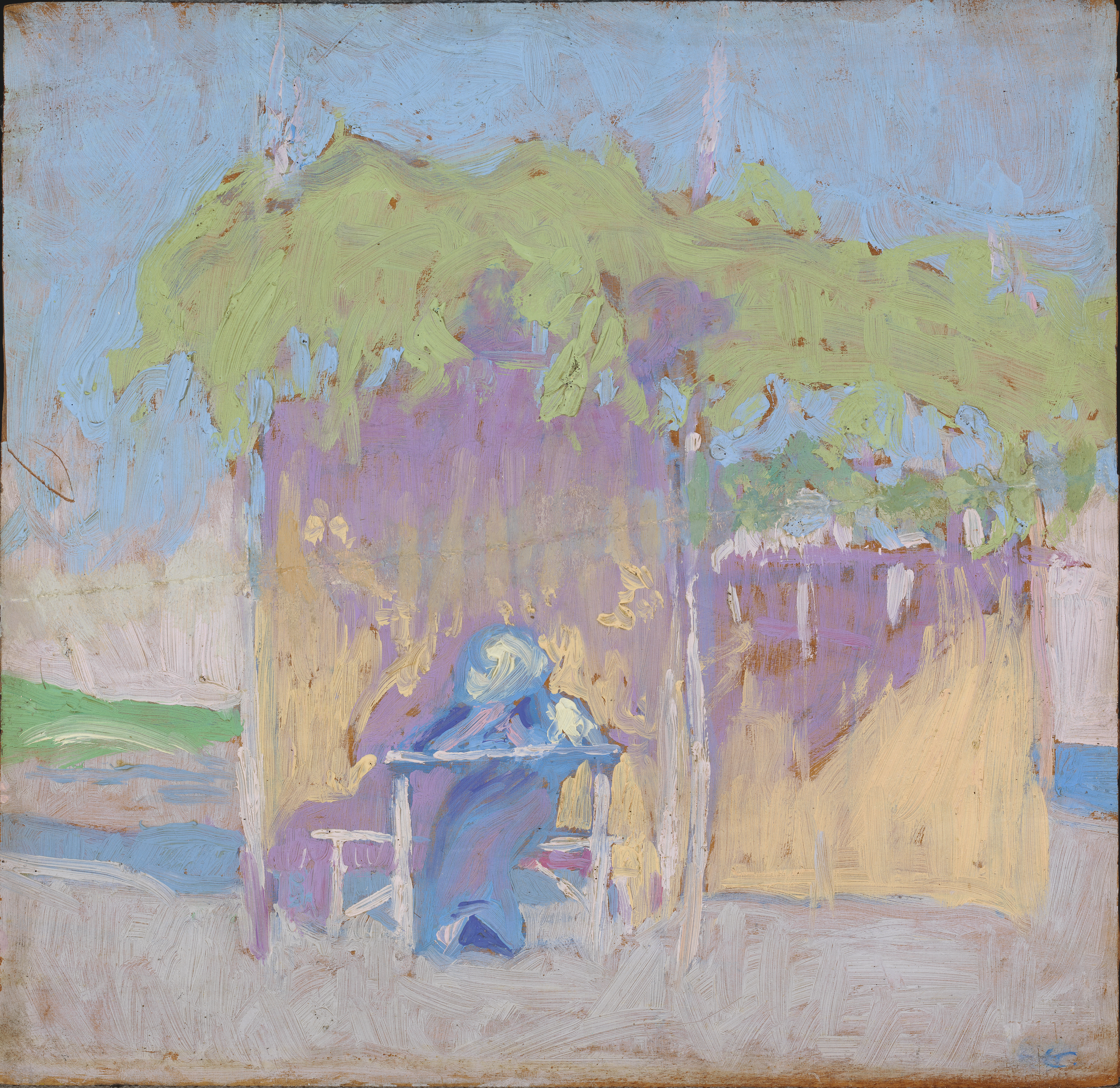
A la platja, 1913, Galeria Nacional Finlandesa

Thesleff va participar en moltes grans exposicions al segle xx, a Hèlsinki, París, Moscou, Sant Petersburg, Göteborg, Estocolm, Oslo, Florència i Milà; en particular, l'any 1949 les seves pintures van ser exposades en una gran mostra d'art nòrdic a Copenhaguen i van ser elogiades pels mitjans de comunicació.

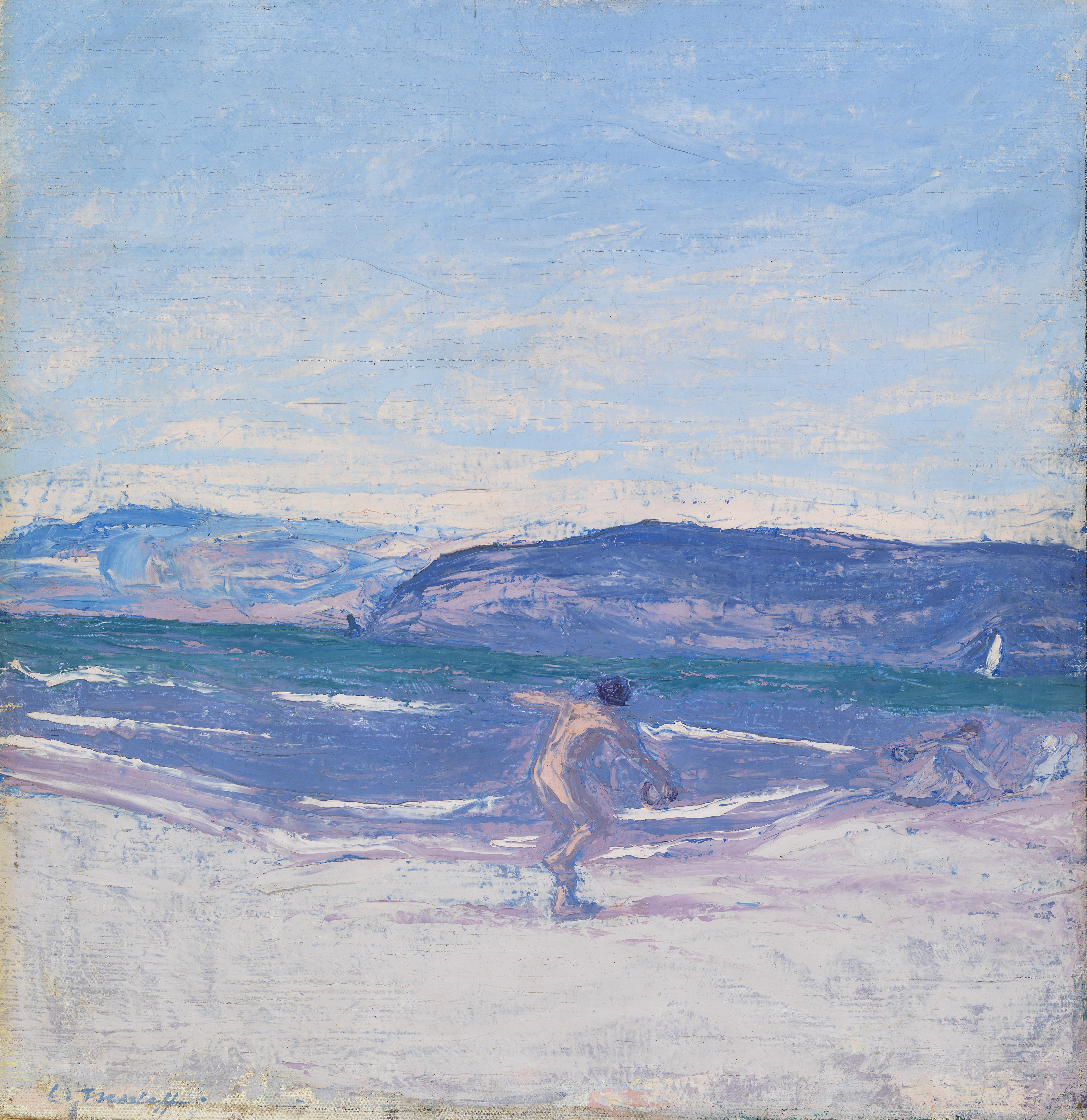
Joc de pilota, 1909, Galeria Nacional Finlandesa

Al començament de la seva carrera, Thesleff va treballar en pintures simbolistes d'aire místic, en un estil semblant a Eugène Carrière, tot i que se sentia més influenciada per Édouard Manet. Més tard, es va orientar cap a l'expressionisme i el modernisme, sobretot en els paisatges.
Al 1951 va rebre la medalla Pro Finlandia, que atorga la presidència del país. el memorial Ellen Thesleff, situat al costat del canal. L'any 2008, un memorial commemoratiu recorda la seva llarga estada a la zona i recull el lema que va formular per al seu art: Ei teorioita, ei muotoa, vain väri (Sense teories, sense forma, només color).
Figurà en l'exposició del 2018 Dones a París 1850-1900.